# 黄渡乡
黄渡乡，是中华人民共和国安徽省宣城市宣州区下辖的一个乡镇级行政单位。

## 行政区划
黄渡乡下辖以下地区：
黄渡社区、柏枧村、杨林村、伏村、峄山村、乌边村、方槐村、安莲村、黄渡村和西扎村。